# El Oued
El Oued (en bereber: ⵍⵡⴰⴷ; en árabe: الوادي‎) es un municipio (baladiyah) de la provincia o valiato de El Oued en Argelia. En abril de 2008 tenía una población censada de 134 699 habitantes. Dado que la mayoría de las casas están techadas con domos, El Oued se ha ganado el apodo de "Ciudad de las Mil Cúpulas".
Se encuentra ubicado al este del país, entre la cordillera del Atlas y el desierto del Sahara, y cerca de la frontera con Túnez.